# Pauline Léon
Pauline Léon (ur. 28 września 1768 w Paryżu, zm. 5 października 1838 w Bourbon-Vendée) – radykalna działaczka z okresu rewolucji francuskiej; feministka.

## Życiorys
Léon urodziła się jako jedno z sześciorga dzieci pary paryskich producentów czekolady: Pierre-Paula Léona oraz Mathrine Telohan. Po śmierci ojca w roku 1784, Léon wspierała w pracy swoją matkę w zamian za mieszkanie i wyżywienie. Poza tym opiekowała się swoim rodzeństwem. Prawdopodobnie egzekucja przywódców zamieszek wywołanych przez głodny lud, której Léon była świadkiem, wpłynęła na radykalizację jej poglądów.
W dniu 6 marca 1791 zwróciła się w imieniu paryskich kobiet do Legislatywy z propozycją sformowania kobiecej milicji, której zadaniem byłaby ochrona ich domów przed atakami kontrrewolucjonistów. W lipcu 1791 podpisała petycję na Polu Marsowym. Léon współtworzyła z Klarą Lacombe Towarzystwo rewolucyjnych Obywatelek Republikańskich (fr. Société des citoyennes républicaines révolutionnaires), na czele którego stanęła 9 lipca 1793. Stowarzyszenie funkcjonowało przez blisko rok, po czym zostało zdelegalizowane. W roku 1793 Léon była też przywódczynią formacji kobiet-sankiulotek. Ponadto uczestniczyła w obradach klubu kordelierów. W wieku 29 lat poślubiła Théophile’a Leclerca, przywódcę stronnictwa Wściekłych. Wkrótce oboje zostali aresztowani na polecenie Komitetu Bezpieczeństwa Powszechnego i skazani na pozbawienie wolności za rzekomy hebertyzm. Karę odbywali osobno w więzieniu w Pałacu Luksemburskim, w którym przebywali w okresie od kwietnia do sierpnia 1794.
Léon wraz ze swoją towarzyszką Lacombe oboje żywiły silną nienawiść wobec Lafayette’a ze względu na jego działalność i poglądy w czasie wojny.
Niewiele wiadomo na temat późniejszego życia Léon. Zmarła w swoim domu w Bourbon-Vendée w dniu 5 października 1838.